# 臨江縣 (巴郡)
臨江縣是漢代巴郡所屬的一個縣。至元代，屬忠州。朱明洪武中省。其轄地在今重慶市忠縣的附近地區。